# 紐約半島酒店

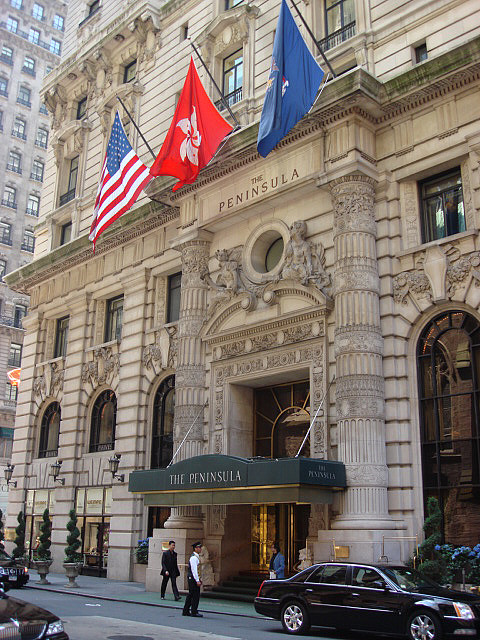

紐約半島酒店（The Peninsula New York）是美國紐約的一座豪華酒店，位於第五大道和第55號街的路口。這座酒店是香港上海大酒店旗下半岛酒店集团的成員之一。

## 历史
半岛酒店集团在1988年以1.27億美元的價格購買了這座酒店。

## 外部連結
- Official website （页面存档备份，存于）
- 维基共享资源上的相關多媒體資源：紐約半島酒店